# العميق (فلم)
العميق (بالإنجليزية: The Deep) هو فيلم مغامرات من إخراج بيتر ييتس وبطولة روبرت شو، جاكلين بيسيه، نيك نولتي، لويس جوست جونيور وإيلاي والاك.

## روابط خارجية
مقالات تستعمل روابط فنية بلا صلة مع ويكي بيانات